# E422
La ruta europea E422 és una carretera que forma part de la xarxa de carreteres europees. Comença a Trèveris (Alemanya) i finalitza a Saarbrücken (Alemanya). Té una longitud de 95 km. Té una orientació de nord a sud.